# Stora Galltjärnen
Stora Galltjärnen är en sjö i Sala kommun i Västmanland och ingår i Norrströms huvudavrinningsområde.